# Caspiomyzon wagneri
Genre
Espèce
Statut de conservation UICN

 NT  : Quasi menacé
Caspiomyzon wagneri, unique représentant du genre monotypique Caspiomyzon, est une espèce d'agnathes de la famille des Petromyzontidae.

## Répartition
Cette espèce vit dans la mer Caspienne et dans la Volga.